# 義勇超人
《義勇超人》（英語：Samaritan）是一部2022年美國超級英雄電影，改編自布萊奇·F·舒特（Bragi F. Schut）、馬爾克·歐利文（Marc Olivent）和倫佐·波德斯塔（Renzo Podesta）創作、神話漫畫（Mythos Comics）發行的同名圖像小說。電影由朱利斯·艾弗里執導，席維斯·史特龍和雅沃·沃爾頓主演，舒特編寫改編劇本。劇情講述一名小男孩發現在二十年前一場史詩大戰後失蹤的超級英雄實際上可能仍然存在。
本片定檔2022年8月26日在Prime Video上線。

## 演員
- 席維斯·史特龍飾演喬（Joe）
- 雅沃·沃爾頓（英语：Javon Walton）飾演山姆·克瑞（Sam Cleary）
- 皮魯·艾斯貝克飾演賽勒斯（Cyrus）
- 達絲莎·坡蘭科（英语：Dascha Polanco）飾演蒂芙尼·克利里（Tiffany Cleary）
- 莫伊塞斯·阿里亞斯（英语：Moisés Arias）飾演雷扎（Reza）
- 馬丁·斯塔爾飾演阿伯特·卡西爾（Albert Casier）
- 索菲亞·塔圖姆（Sophia Tatum）飾演西兒（Sil）
- 傑瑞德·歐卓克（英语：Jared Odrick）飾演法沙德（Farshad）
- 麥可·亞倫·米利根（Michael Aaron Milligan）飾演飾演敦納（Tuna）
- 迪肯·蘭德爾（Deacon Randle）飾演消防員（The Fireman）

## 製作
2019年2月，米高梅宣布收購布萊奇·F·舒特（Bragi F. Schut）的超級英雄電影劇本《義勇超人》 ，將與席維斯·史特龍的巴波亞製片公司聯合製作。劇本改編自舒特與馬爾克·歐利文（Marc Olivent）、倫佐·波德斯塔（Renzo Podesta）創作、神話漫畫（Mythos Comics）發行的同名圖像小說。9月，朱利斯·艾弗里被聘來擔任導演。
史特龍擔任主演並兼任監製。2020年2月，馬丁·斯塔爾、莫伊塞斯·阿里亞斯、達絲莎·坡蘭科、皮魯·艾斯貝克、雅沃·沃爾頓、傑瑞德·歐卓克和麥可·亞倫·米利根（Michael Aaron Milligan）簽約出演配角。2020年3月，娜塔莎·凱拉姆加入演出陣容。
電影原定2019年9月於亞特蘭大展開主要拍攝，後延至2020年2月26日正式作業。3月14日，製作因COVID-19疫情影響而中斷。拍攝工作直到2020年10月8日才恢復。

## 發行
《義勇超人》由聯美及亞馬遜影業定檔2022年8月26日在Prime Video上線。此前美國上映日期被延期數次，先前日期依序為2020年11月20日、2020年12月11日以及2021年6月4日。這是米高梅在2022年3月17日完成與亞馬遜的合併交易後首部的院線電影。